# Ropica albotecta
Ropica albotecta là một loài bọ cánh cứng trong họ Cerambycidae.